# Коноваловка (урочище)
Коноваловка — упразднённая в 1960-е годы деревня, ныне урочище в Свердловской области России. Находится на территории современного городского округа город Нижний Тагил. В 1915—1917 годах здесь располагался лагерь австрийских военнопленных «Степановка». В настоящее время на территории урочища остались руины Коноваловского завода.

## Географическое положение
Бывшая деревня Коноваловка расположена на правом берегу реки Чусовая на 264 километре ниже по течению от камня Собачьи Ребра в селе Слобода и в 13 километрах от деревни Нижняя Ослянка, в устье реки Сылвица (правого притока реки Чусовая). В окрестностях урочища расположены руины Коноваловского завода и Кушва-Сылвицкой узкоколейной железной дороги.

## История
Год возникновения поселения неизвестен. С момента строительства Усть-Сылвицкого лесопильного завода в 1915 году деревня стало именоваться Коноваловкой.

### Коноваловский завод
В 1900 году был составлен проект Усть-Сылвицкого лесопильного завода для снабжения лесом Кушвинского и Баранчинского заводов. Изыскания трассы и площадок начались также в 1900 году. Поддержку проекта оказал заместитель министра промышленности и торговли Д.П. Коноваловым. Благодаря которому началось строительство завода в 1915 году. В мае 1915 года на завод прибыл сам Дмитрий Петрович Коновалов. С 1915 года завод стал именоваться Коноваловским заводом. Были построены цех под четырехрамную лесопилку, вспомогательные цеха, смонтировано оборудование для выжигательных печей непрерывного действия, электростанция, кузница, столярная мастерская, подсобные и складские помещения, железнодорожное депо, большой мост. Строительством завода занимались завербованные жители Вятской губернии. В июне 1915 года был организован лагерь «Степановка» из 3211 австро-венгерских и немецких военнопленных. Подпольные доски в домах в Коноваловке были исписаны австрийскими адресами. 
Управляющим Коноваловским завода был назначен Осип Самойлович Яблонский, ранее бывший управляющим Кыновского завода, позже в годы гражданской войны был расстрелян красными. 
В 1960-х годов деревня прекратило своё существование.
В настоящее время на месте от бывшей деревни ничего не осталось.

### Станция Коновалово
В июне 1915 года Совет министров дал согласие на строительство железной дороги: от Коноваловского завода до Кушвинского завода была проложена узкоколейная железная дорога протяжённостью в 112 километров (105 вёрст). Стоимость проекта железной дороги в 1915 году оценивался в 2 750 000 рублей. На ней были имелись 9 железнодорожных станций: Степановка, Плотинка, Урал, Кедровка, Журавлик, Луковка, Потяж, Чувашка, Коновалово. В Кушве было построено паровозоремонтные мастерские. Также на железнодорожной ветке были расположены 8 казарм, 16 полуказарм и 3 водокачки. Размер железнодорожной колеи был классическим для английской железной дороге в 1067 мм, что отличался от стандартной русской узкоколейки в 750 мм. Это было связано с тем, что весь подвижной состав с железной дороги Вологда-Архангельск, которую перестраивали на широкую колею, был перемещен сюда. Локомотивы «Малетта» заводов «Балдвин» (США) и паровозы заводов «Кокериль» (Бельгия).
Осенью 1915 года на стройке уже работало более 1200 человек, пеших и конных, местных и завербованных, а также военнопленные немцы, мадьяры и австрийцы. Руководство строительством принял на себя инженер путей сообщения Герман Германович Брезинский. Во всех договорах с подрядчиками на строительстве узкоколейки был пункт, в котором 0,1% с рубля уходило на устройство ремесленных классов и женской гимназии на Кушвинском заводе. Через реку Чусовую сооружался большой пятипролетный мост, но он так и не был построен — помешали революционные волнения.
В 1920 году началось восстановление железной дороги, но заводы перешли на минеральное топливо (уголь), в связи с чем потребность в данной железной дороге отпала. В 1928 году железная дорога была частично закрыта, остальная часть действовала до 1980-х годов, вывозилась древесина Гороблагодатским леспромхозом.